# Reichsgetreidestelle

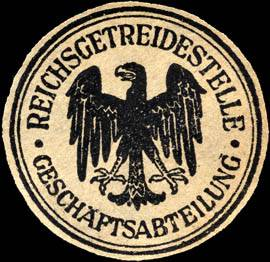
Siegelmarke Reichsgetreidestelle – Geschäftsabteilung

Die Reichsgetreidestelle (RG), hervorgegangen aus den Vorgängerorganisationen Kriegsgetreidegesellschaft (KG) und Reichsverteilungsstelle, war seit 1915 während des Ersten Weltkrieges im Deutschen Reich zuständig für die Erfassung und Verteilung von Getreide beziehungsweise Mehl im Rahmen der Kriegswirtschaft. Sie war als Mischorganisation einerseits eine oberste Reichsbehörde zur Verwaltung der gesamten Getreide- und Brotwirtschaft, andererseits eine GmbH, die das Getreide- und Mehlgeschäft nach handelsrechtlichen Grundsätzen betrieb.

## Gründung der Kriegsgetreidegesellschaft
Durch verschiedene Maßnahmen, etwa die Erhöhung des Ausmahlgrades von Getreide unmittelbar nach Kriegsbeginn, hofften die Verantwortlichen über ausreichende Getreidevorräte zu verfügen. Eine Bestandsaufnahme Ende 1914 zeigte jedoch einen beträchtlichen Fehlbestand.
Noch bevor die Ergebnisse bekannt wurden, waren von unterschiedlichen Seiten von Sozialdemokraten, über Kommunalpolitikern, Industriellen wie Hugo Stinnes und Alfred Hugenberg bis hin zum Unterstaatssekretär im preußischen Handelsministerium Heinrich Göppert staatliche Maßnahmen zur Sicherstellung der Getreideversorgung etwa durch Anlage beträchtlicher Vorräte verlangt worden. Kaum Entgegenkommen fanden diese Forderungen beim Reichsstaatssekretär des Innern Clemens von Delbrück. Gehör fanden sie dagegen beim preußischen Finanzministerium, insbesondere beim Unterstaatssekretär Georg Michaelis.
Im November 1914 wurde die Kriegsgetreidegesellschaft (KG) mit einem Stammkapital von 50 Millionen Mark gegründet. Finanziell beteiligten sich neben Preußen auch andere Bundesstaaten, einige Großstädte und große Unternehmen. Michaelis fungierte als Vorsitzender des Aufsichtsrats. Die praktische Führung der Geschäfte nahmen Angestellte der Hapag-Lloyd wahr. Einige Getreidegroßhändler übernahmen als Kommissionäre der Gesellschaft die Einkäufe in den landwirtschaftlichen Gebieten. Im Dezember 1914 erhielt die KG das Recht zur Durchsetzung von Enteignungen und zur Durchführung von Zwangseinkäufen gegenüber widerstrebenden Landwirten. Unter anderem wegen partikularer Interessen von Landwirtschaft, dem Mühlengewerbe und dem Getreidehandel blieb der Erfolg der Gesellschaft hinter den Erwartungen zurück.  Die Forderungen nach deutlich schärferen Maßnahmen durch das Reich wurden immer lauter.

## Staatliches Getreidemonopol
Nicht zuletzt wies Generalstabschef Helmuth von Moltke auf die zentrale Bedeutung einer ausreichenden Versorgung mit Getreide für den Kriegserfolg hin. Auch angesichts der negativen Bestandsaufnahme war nunmehr auch Reichsinnenstaatssekretär von Delbrück dazu bereit, Maßnahmen auf Reichsebene zu treffen. Der Bundesrat erließ am 25. Januar 1915 eine Verordnung zur Regelung des Verkehrs mit Brotgetreide und Mehl. Damit übernahm das Reich die Verantwortung für die Versorgung der Bevölkerung mit Getreide.
Die Zielsetzung änderte sich. Anstatt eine Getreidereserve anzulegen, wurden Produktion und Konsum einen System der Rationierung unterworfen. Die Konsumenten konnten Brot nur noch auf Marken bekommen. Durch das Getreidemonopol konnten Handel und Mühlenbetriebe nur noch nach staatlichen Vorgaben agieren. Anfang Februar 1915 wurden 60 % des noch in anderem Besitz befindlichen Getreides vom Staat beschlagnahmt. Danach unterstand von Beginn an die gesamte Ernte staatlicher Kontrolle.

## Aufgaben und Organisation der Reichsgetreidestelle
Zusammen mit der Kriegsgetreidegesellschaft sorgte eine neu gegründete Reichsverteilungsstelle dafür, dass das Getreide verteilt wurde. Allerdings erwies sich die Zusammenarbeit zwischen beiden Organisationen als problematisch und führte zu Kompetenzstreitigkeiten. Wenig hilfreich gegenüber den anderen Bundesstaaten erwies sich auch das preußische Übergewicht in der KG. Daher wurde im Juni 1915 die Reichsgetreidestelle (RG) als Nachfolgeorganisation der KG gegründet. Das anfängliche Stammkapital von 20 Millionen Mark wurde auf 70 Millionen Mark erhöht. Damit sicherte sich die Reichsseite die gleichberechtigte Beteiligung an den Entscheidungsprozessen.
Die RG hatte nunmehr die Position einer obersten Reichsbehörde. Der Mischcharakter der neuen Einrichtung zeigt sich daran, dass die Geschäftsabteilung wie zuvor die KG die Rechtsform einer GmbH hatte. Michaelis wurde Leiter der RG. Er hatte den Rang eines bundesratsbevollmächtigten Reichskommissars. Er war auch Direktor der Verwaltungsabteilung und nach Eingliederung der KG Aufsichtsratsvorsitzender der Geschäftsabteilung. Damit nahm er eine zentrale Position in der öffentlichen Lebensmittelbewirtschaftung ein.
Die Behörde gliederte sich in die Verwaltungsabteilung, hervorgegangen aus der Reichsverteilungsstelle, und die Geschäftsabteilung, hervorgegangen aus der KG.
Aufgaben der Verwaltungsabteilung waren: Festsetzung des täglichen maximalen Pro-Kopf-Verbrauchs, der Größe des Getreidevorrats, die Menge der den Kommunalverbänden zustehenden Getreidemengen sowie der von den Kommunalverbänden abzuliefernden Getreidemengen. Auch legte sie die Getreidemenge zur Verfütterung und die Ausmahlquote der Mühlen fest.
Die Geschäftsabteilung war zuständig für den Erwerb, die Lagerung und Verwaltung des Getreides. Die Zuständigkeit wurde 1917 auf Gerste, Hafer, Hülsenfrüchte, Buchweizen und Hirse ausgedehnt. Außerdem hatte sie das Heer, die Kommunalverbände und große Betriebe mit Getreide und Mehl zu beliefern.
Wie schon die Kriegsgetreidestelle arbeitete sie zwar nach wirtschaftlichen Gesichtspunkten, aber auf gemeinnütziger Ebene. Die Dividende war auf 5 % beschränkt. Überschüsse sollten der Versorgung von Kriegshinterbliebenen zukommen.

## Bedeutung und weitere Geschichte
Die RG hatte den gesamten Getreidesektor monopolisiert. Der Umfang des Geschäftsvolumens hatte sich nach anfänglich schwierigem Start bereits im Geschäftsjahr 1915/16 fast verfünffacht. Von Seiten der Interessenvertreter der Verbraucher wurde die Organisation Anfang 1915 als erfolgreiches „staatskommunistisches Experiment“ positiv gewürdigt. Allerdings wurde das Muster zunächst nicht auf andere Bereiche ausgedehnt. Dies erfolgte erst im Zusammenhang der Ernährungskrise des Steckrübenwinters 1916/17 in der zweiten Kriegshälfte.
Die Reichsgetreidestelle existierte zumindest auch in den ersten Jahren der Weimarer Republik fort. Auch während des Dritten Reiches existierte eine derartige Organisation. Sie war in einem von Ludwig Moshamer entworfenen Bau am Fehrbelliner Platz (Nr. 3) in Berlin ansässig.